# Osram Sylvania
Osram Sylvania Inc. — североамериканское подразделение производителя светового оборудования Osram, являющегося частью концерна Siemens. Образована в 1993 году после покупки подразделения Sylvania Electric Products у компании GTE (англ.) компанией Osram.
Компания производит широкий спектр осветительного оборудования для дома, бизнеса и автомобилей. Оно продаётся на североамериканском рынке под брендом Sylvania и под брендом Osram во всём остальном мире. Компания является титульным спонсором гонки Sylvania 300 в гоночной серии NASCAR, а также спонсором аттракциона It's a Small World в Диснейленде, парада Main Street Electrical Parade в Калифорнийском парке приключений Диснея, ночного представления IllumiNations: Reflections of Earth в тематическом парке Epcot, в Диснейуорлде.
Общий доход от продаж компании в Северной Америке в 2006 финансовом году составили 2 миллиарда евро, что составляет 43 % от общемирового дохода Osram. В Osram Sylvania работают 11200 человек на 17 производственных предприятиях, 1 сборочное подразделение, 11 исследовательских и проектных лабораторий, вместе с сетью офисов продаж и дистрибьюторских центров в США, Канаде, Мексике и Пуэрто-Рико.
Компания производит лампы накаливания, люминесцентные лампы, светодиодные системы и другие светотехнические продукты, а также предоставляет услуги. Sylvania является одним из нескольких признанных американских брендов, имеющих лицензию глобальных производителей бытовой электроники.
В октябре 2015 года Osram Sylvania перевела американскую штаб-квартиру из Дэнверса (англ., Массачусетс) в Уилмингтон (англ., там же).
В 2016 году OSRAM выделил основной светотехнический бизнес в компанию LEDVANCE, которой была дана лицензия на продажу продуктов под названиями «OSRAM» и «Sylvania».